# Остров Самойловский (полярная станция)
Остров Самойловский — полярная научно-исследовательская станция на острове Самойловский в дельте реки Лены. Она расположена примерно в 650 км к северу от Полярного круга. Станция находится в ведении Института нефтегазовой геологии и геофизики им. Трофимука. Основными пользователями станции являются совместные экспедиции Института Альфреда Вегенера в Бремерхафене, Арктического и антарктического научно-исследовательского института в Санкт-Петербурге и Института мерзлотоведения имени Мельникова в Якутске, которые проводятся ежегодно с 1999 года.

## Расположение
Станция расположена примерно в 650 км к северу от Полярного круга, на южном побережье острова Самойловский площадью около 5 км² в южной части дельты Лены. Это довольно заболоченное место, которое мало подвержено влиянию человека и являющееся частью заповедной территории. Тикси — портовый посёлок Республики Саха-Якутия с населением около 5000 человек, находится в 115 км к юго-востоку от станции. Добраться до него можно на собственном катере станции за четыре часа, на вертолете за 45 минут, а в ледовых условиях на вездеходе AWI за восемь часов. Тикси — это также ближайший аэропорт, через который можно добраться до Москвы, Санкт-Петербурга и Якутска.

## История
Научное освоение дельты Лены началось во второй половине XIX века. С 1882 по 1884 год на острове Сагастырь действовала арктическая исследовательская станция Сагастырь, созданная Россией в рамках Первого Международного полярного года. Здесь побывали штабс-капитан Николай Юргенс, врач Александр Бунге и астроном-магнитолог Адольф Эйгнер. На станции проводились международные координированные метеорологические и геомагнитные наблюдения.
Научно-исследовательская станция на острове Самойловский была открыта в 1998 году в уже существующем деревянном доме администрации Усть-Ленского заповедника, построенном на сваях в вечной мерзлоте. В 2005 году дом был дополнен пристройкой. Официально открылась как российско-германская станция в 2006 году. В то время станция работала только летом. Круглогодичное использование стало возможным только с момента открытия нового здания станции 23 сентября 2013 года
Новое главное здание исследовательской станции состоит из трех корпусов и имеет крытую площадь 1214 м². Оно имеет 10 спален с 30 кроватями, 4 гостиные, 7 лабораторий, 5 кухонь, конференц-зал, тренажерный зал и 12 других комнат. Также имеется гараж площадью 313 м², в котором можно разместить гусеничный транспорт, квадроциклы, снегоходы и несколько лодок. Электроэнергия обеспечивается дизельным генератором (1256 кВА) и ветряной турбиной мощностью 500 Вт. Спальни и рабочие помещения в старом здании вокзала продолжают использоваться сезонно.
Коллектив станции круглый год состоит из шести человек, летом — из восьми. Кроме того, одновременно на станции могут разместиться 25 гостей. Ультрасовременные лаборатории оснащены высокопроизводительным высокоточным оборудованием.

## Климат
В районе станции арктический климат с вечной мерзлотой. Земля промерзает на глубину от 500 до 600 м. Только летом на поверхности оттаивает слой толщиной от 30 до 50 см. Среднегодовая температура составляет −13,6 °C. Самый холодный месяц — февраль со средней температурой −33,2 °C, самый теплый — июль со средней температурой 9,3 °C. Ветер в основном дует с северо-востока со средней скоростью 4,35 м/с. В год выпадает в среднем 319 мм осадков в виде снега или дождя.

## Исследования
Дельта Лены играет ключевую роль в понимании процессов происходящих в вечной мерзлоте сибирской Арктики. Долгосрочные исследовательские программы касаются круглогодичного мониторинга климата и вечной мерзлоты, гидрологии рек, геоморфологии, динамики вечной мерзлоты, динамики арктического побережья и гидробиологии. Исследования взаимодействий между местной экосистемой и атмосферой должны позволить оценить и спрогнозировать изменения климата в регионе. Вопросы, связанные с внедрением и выбросами парниковых газов, особенно метана, находятся в центре внимания исследователей. Другие исследования касаются развития ландшафтов дельты Лены в результате изменения процессов таяния.